# Sheshonq IV
Pour les articles homonymes, voir Sheshonq.
Sheshonq IV (ou V ou VI suivant les auteurs) est un roi de Thèbes issu de la XXIIe dynastie des pharaons égyptiens de l'Antiquité. Il règne entre 797 à 792 avant l'ère commune.

## Attestations
L'an IV et l'an VI de Sheshonq sont attestés dans une inscription gravée sur le toit du temple de Montou à Karnak par un certain Djedioh et dans le texte du quai du Nil n°25. Il est également attesté sur les cônes funéraires du secrétaire royal et gouverneur de Thèbes Hor IX, ce dernier ayant servi principalement sous les règnes d'Osorkon II et de Pétoubastis Ier dont il était un soutien.

## Généalogie
Il pourraît être un fils de son prédécesseur Pétoubastis Ier bien qu'il ait été parfois considéré comme le fils de Ioupout Ier et le père d'Osorkon III.

## Règne
Peu de choses sont connues de son règne. Sheshonq IV succède à Pétoubastis Ier et a un règne d'environ 6 ans. Le grand prêtre d'Amon sous son règne est un certain Takélot dont presque rien n'est connu également si ce n'est qu'il a succédé à Horsaïset II au plus tard en l'an XXIII du règne de Pétoubastis Ier. En l'an XXXIX du règne de Sheshonq III de Bubastis-Tanis, Sheshonq IV est vaincu par le grand prêtre d'Amon Osorkon, fils du roi Takélot II, qui se proclamera roi peu après et deviendra Osorkon III. Osorkon nommera alors son propre fils Takélot, le futur Takélot III, comme grand prêtre d'Amon.